# Ігнасіо Труйоль
Ігнасіо Труйоль (ісп. Ignacio Truyol; нар. 17 серпня 1973) — колишній іспанський тенісист.
Найвищу одиночну позицію світового рейтингу — 104 місце досяг 19 серпня 1996, парну — 387 місце — 3 жовтня 1994 року.

## Титули на челленджерах

### Одиночний розряд: (1)
| Ранг | Рік  | Турнір             | Покриття | Суперник           | Рахунок  |
| ---- | ---- | ------------------ | -------- | ------------------ | -------- |
| 1.   | 1996 | Стамбул, Туреччина | Тверде   | Жан-Філіпп Флер'ян | 6–2, 6–4 |